# 試製一号戦車
試製一号戦車（しせいいちごうせんしゃ）は、大日本帝国陸軍によって1927年（昭和2年）に開発された戦車である。
日本が独自に開発した初の戦車にして多砲塔戦車でもある。最初期（本来）の呼称は、ただの「試製戦車」であった（レトロニム参照）。

## 前史

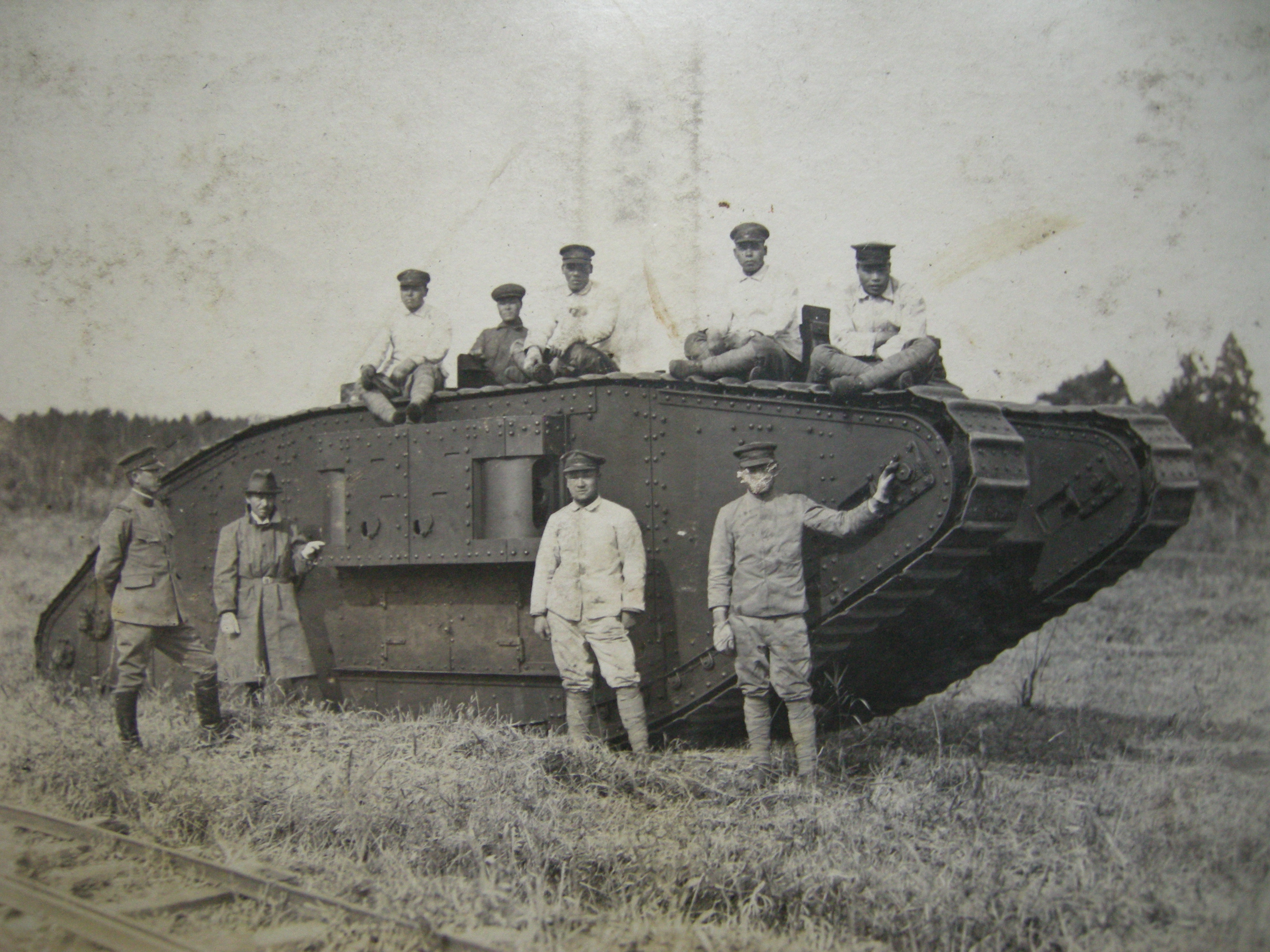
千葉県・陸軍歩兵学校におけるMk.IV 雌型 戦車。車体側面のスポンソンが小さいのが雌型の特徴。武装はルイス軽機関銃だが、画像では外されている。

第一次世界大戦において投入された戦車につき、日本陸軍は観戦武官を通じて情報を入手していた。同大戦は機械化と新兵器により大きな戦略的・戦術的転換を見せており、この変化は日露戦争から軍備や編成、教義にさしたる変化のなかった日本陸軍にとって強い危惧を抱かせるものであった。
戦車の購入は1917年（大正6年）には検討され、日本陸軍軍用自動車調査委員会は委員で輜重兵大尉の水谷吉蔵を欧州に派遣し、イギリスからMK.IV 雌型 戦車が1輌輸入された。この戦車は戦争終結の直前（1918年10月24日）には横浜港に入っている。その2か月前の1918年（大正7年）8月には、フランス大使館付武官とイギリス大使館付武官によってルノー FT-17 軽戦車とマーク A ホイペット中戦車が購入された。
1919年（大正8年）、先のフランス製ルノー FT-17 軽戦車やイギリス製マーク A ホイペット中戦車が輸入された。先のMK.IVと合わせて軽・中・重の三種の戦車が日本に揃い、1920年（大正9年）頃から戦車の研究が開始された。また日本陸軍の将校団においても戦車の運用と編成、教義について議論が展開され、一定の関心が向けられるに至った。
1925年（大正14年）には、軍事費を維持したまま師団数を削減して軍の近代化を図る、宇垣軍縮が行われ、4個師団を削減する代わりに、同年5月1日に、福岡久留米に「第1戦車隊」（重戦車（機関銃装備）×1、軽戦車（軽砲装備）×1、軽戦車（機関銃装備）×3）が、千葉の陸軍歩兵学校に「歩兵学校戦車隊」（教導隊戦車隊。重戦車（機関銃装備）×3、軽戦車（軽砲装備）×1、軽戦車（機関銃装備）×1）が、同時編成された。
重戦車はマーク A ホイペット中戦車、軽戦車はルノー FT-17 軽戦車。軽砲は改造37 mm狙撃砲、機関銃は改造三年式6.5 mm重機関銃。
- 重戦車は英国製中型戦車を、軽戦車はルノーを充てる。
- 第一戦車隊の重戦車1は特別支給とする。（命数限）
- 両隊にルノー及び英国製中型戦車、各1を銃砲を解除して支給し、残りは逐次修理して且つ銃砲を装備した上で支給する。
- 戦車用軽砲には同数の狙撃砲及び同弾薬箱を充当する。
- 戦車用機関銃には同数の三年式機関銃、同弾薬箱及び器具箱を充当する他、三八式機関銃空砲用、各3を支給する。

- (イ)重戦車には三年式機関銃を戦車用に改造したものを4装備する。
- (ロ)軽戦車には狙撃砲を戦車用に改造したもの1又は三年式機関銃を同様に改造したもの1を装備する。

しかし、その後の発達は遅れ、満州事変が起こる1931年（昭和6年）まで、2個戦車隊のままであった。なお、1933年（昭和8年）8月に、「歩兵学校戦車隊」と「戦車第1大隊」は、それぞれ「戦車第2連隊」（第1師団に所属）と「戦車第1連隊」（第12師団に所属）に改編され、最初の戦車連隊となった。
また、陸軍は「戦時編成」を改正し、有事の際には軽戦車3ヶ大隊（190両）、重戦車1ヶ大隊（30両）を必要とした。ただ、当時の日本には先の2個戦車隊しかないという状況で、このギャップを如何に埋めるかが課題となった。少数の旧式なルノー FT-17 軽戦車やマーク A ホイペット中戦車では訓練や戦車戦術の研究さえ、ままならない状況であった。

## 開発
大正末期の不況のなか、日本陸軍は長い年月と莫大な資金を必要とする戦車の自主開発を望まず、手っ取り早く海外から輸入する方針を立てた。日本の工業的な技術水準および戦車を揃えるために長期間を要したことも、海外からの導入を決断させた要因となっている。

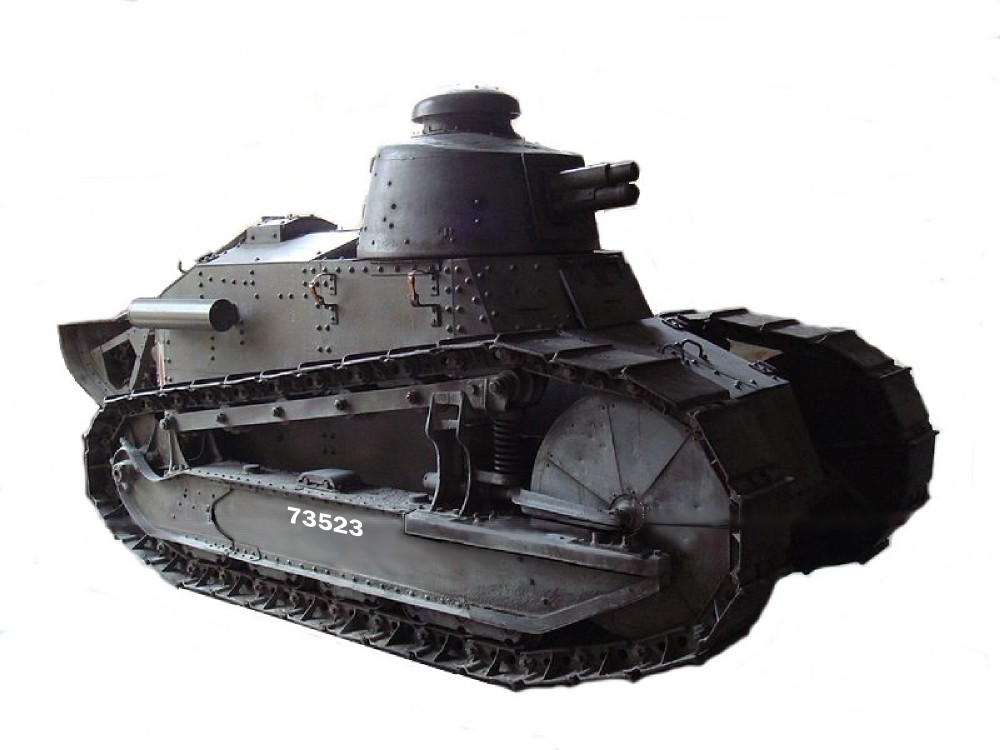
導入が検討されたルノーFT軽戦車

陸軍省は大正14年（1925年）2月から、陸軍科学研究所長である緒方勝一少将（5月から中将）を団長とする代表団を軍事視察と戦車購入のために欧米に派遣していた。緒方購買団はアメリカでジョン・W・クリスティーと接触し、彼の設計した戦車を検討した。またイギリスのヴィッカース社、フランスとも交渉したがいずれも最新型の戦車の購入交渉は失敗した。クリスティーの戦車は実績に乏しく不安があったこと、イギリスでは自軍の配備を優先し、生産に余裕がなかったこと、フランスでは新型戦車そのものが未だ開発途上であった。したがって新型戦車の導入は困難であったが、中古のルノーFT軽戦車については在庫が充分なことから購入が可能だった。
しかし購入交渉の判断に関して意見を求められた陸軍技術本部は、こうした技術的に陳腐化した戦車の導入に強い反対の意を表し、鈴木孝雄技術本部長は強く国産戦車の開発を要望した。背景として技術本部ではこの段階で国産戦車の研究を進めており、設計案を練っていたこと、また車輌開発の実績として1924年（大正13年）に三屯牽引車を作り上げていたことが挙げられる。
この意見は上層部に受け入れられ、陸軍大臣から次期戦車の国産化が許可されたが、一つ条件があった。それは開発費用を翌年の大正15年度の予算で計上したため、年度末の大正16年3月31日（実際には年号が変わって昭和2年）までに開発できなければ予算を返上しなければならなかった。与えられた期限はわずか22か月であった。

## 設計
技術本部は戦車の国産化についてある程度の見通しと自信を持っていたが、技術本部がこれまでに作った車輌は三屯牽引車と時速24 km/hの四屯自動貨車のみであった。また、当時の国内自動車産業は極めて小規模かつ脆弱で技術力も低く、国内に自動車の大型部品を切削加工する工作機械を保有する工場も少なかったことも問題であった。
技術本部車輌班には原乙未生（はら とみお）大尉、以下16名の人員が在籍し、戦車の設計にあたった。車輌班は1925年（大正14年）2月より仕様をまとめ、6月に設計を開始、翌年5月には早くも実物模型を作るに至った。発注先には当時の脆弱な国内自動車産業でなく、官営の陸軍造兵廠大阪工廠が選ばれた。既存の技術的蓄積が乏しいかまたは存在しないために、ボルト・ナットといった基礎的な部品からも正確な設計が行われ、設計図は総数が一万枚を超えた。さらに戦車製造には従来の自動車製造用の旋盤、フライス盤は使用できず、新規に工作機械を製造・調達しつつ作業が進められた。この部品調達と組立、指導にも非常な労力が払われた。
戦車設計に際し、車輌班の戦車に対する意識が観察できる。1925年（大正14年）3月時点での仕様には、陣地攻撃用の16 t戦車であること、運動戦に対応できることが挙げられた。そこで速度は良道上で20 km/h、路外では400 m毎分、10時間航続可能で、超壕幅は標準2.5 mとされている。また近距離で掩蓋機関銃座を破壊するため、57 mm砲および銃塔に装備した重機関銃を選択している。弾薬は砲弾50発、銃弾2,500発の搭載を目標とした。装甲は37 mm砲弾と小銃弾に抗堪するため主要部が16 mm、側面が10 mmから8 mmと想定された。
1926年（大正15年）4月付けで製作された上申書の仕様を要約すれば以下の通りである。
- 57 mm砲と重機関銃2挺を装備し相当な攻撃力を持つこと、運動性が軽快であること
- 全重約12 t、全長約6 m、内地鉄道輸送に支障のない寸度。搭乗員5名。
- 装甲は、主要部が500 mから600 mからの37 mm平射歩兵砲、狙撃砲の斜射に耐えること
- 機関出力120馬力、最大速度25 km/h。熱帯地での使用を考慮すること

さらに詳細な仕様が決定された。
- 回転砲塔を中央、回転銃塔を前後に配置し、全砲火が前後方を除いて集中できること[19]。
- 車体内部は運転室、戦闘室、機関室、後室に分割され、各部は隔板で分離されていること。交通用に前後を通じる通路が設けられていること。砲塔上部に回転展望窓を装備すること
- 機関はV型8気筒120馬力とすること
- 変速装置は2段変速式、前進6段、後退2段が選択できること。速度は2 km/hから最大25 km/h
- 操向装置は遊星式歯車装置を装備した定比変速機を用い、信地旋回ができること。旋回半径は7 m 50 cm
- 懸架装置は平行四辺形型のリーフスプリングサスペンションを使用し、不整地の大速度に対応できること。履帯の上部を車体袖部で防護すること。無限軌道は特殊鋼を使用し大速度に耐えること
- 装甲板は本車に限り普通鋼板を用い、装甲板の材質は別途研究すること

以前から大砲など大型の機材を扱ってきた大阪造兵廠にとっても戦車製造は初めてであった。鋼板供給は神戸製鋼所、車体組立は汽車製造株式会社が担当したほか、阪神地区の民間工場が動員された。これら関連企業との協力の下で製作が進められた。

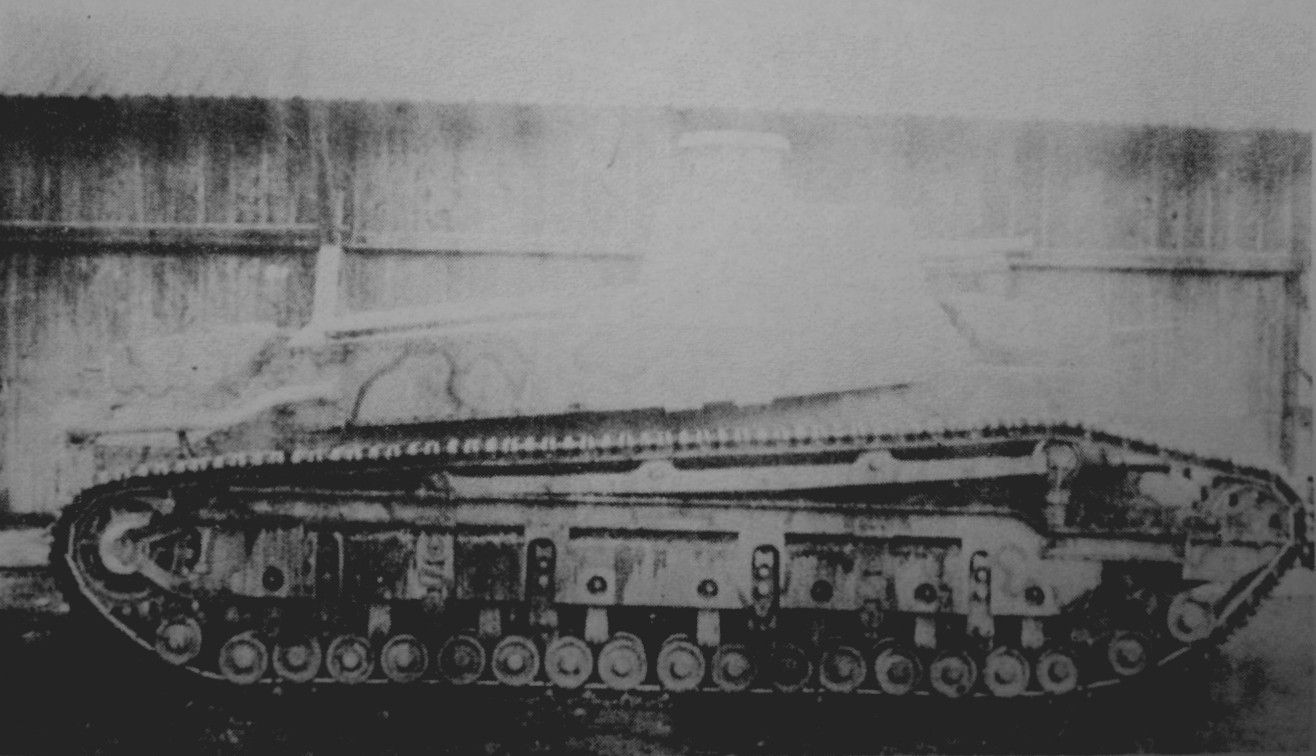
試製一号戦車。1927年（昭和2年）

戦車の開発に際する問題の一つはエンジンの設計であったが、本車には「V型8気筒4ストロークガソリンエンジン」が搭載された。文献によりこのエンジンは空冷とも水冷ともされる。一説には、このエンジンは、1923年（大正12年）に、技術本部火砲班が大阪造兵廠で「十五糎自走加農砲」を試作する際に作られて、工場の隅に放置されていた物を、そのまま試製一号戦車に流用したとされる。別の説では、試製一号戦車用に新たにエンジンを設計したともされるが、時間的制約の厳しい中で、車体とエンジンを同時並行で開発するのは、無理が大きいと考えられる。
あるいは、当時の日本陸軍の常として、既存の外国製航空機用エンジンを戦車用に転用した可能性も考えられる。条件に合うエンジンとして、スペインのバルセロナに本拠（航空機用エンジンの生産拠点としてはフランスのパリ北西郊外のボワ＝コロンブ）を置く「イスパノ・スイザ 自動車・エンジン会社」製の、「イスパノ・スイザ HS-8A 水冷V型8気筒ガソリンエンジン」が存在する。
HS-8Aは、「イスパノ・スイザ HS-8」シリーズの最初の物で、自動車用エンジンを基に航空機用エンジンとして開発され、1915年2月に登場した。90°V型、SOHC、ボア×ストローク 120 mm×130 mm、排気量11.76リッター、圧縮比4.7で、最高出力140 hp/1,900 rpmであった。
HS-8Aにより、従来は鋼鉄の削り出しでブロックごとに製造した部品をボルト留めすることで組み立てられていた航空機用エンジンを、鋳造したアルミニウムで一体成形したものにスチールプレスで製造した部品を組み合わせることで大幅に軽量化することに成功し、構造が単純で軽量、かつ耐久性の高いものを生産することが可能になった。
HS-8シリーズは、第一次世界大戦で、最も生産された航空機用エンジンのシリーズとなり、協商国の航空機用水冷エンジンの主力として、各国でのライセンス生産を含め、5万基近くが製造された。日本においても、三菱内燃機株式会社が、陸軍の甲式四型戦闘機用に、HS-8Fb 300 hp/2,100 rpmを、「三菱イスパノ・スイザ 三百馬力発動機」の名称で、700基程ライセンス生産している。なお、このエンジンは海軍でも使用されている。
 - イスパノ・スイザ HS-8A、全長1.19 m、全幅0.81 m、全高0.77 m、重量195 kg。
仮説であるが、画期的な航空機用エンジンが開発されたことを聞きつけた、陸軍技術審査部（陸軍技術本部の前身）が、1915年（大正4年）の2月～7月の間に、評価用にイスパノ・スイザ社からHS-8Aを1基購入した可能性が考えられる。その結果、民間の航空機用エンジン部門の育成のため、HS-8のライセンス生産を三菱に委託したものと考えられる。翌1916年（大正5年）、海軍の委託により、三菱造船神戸造船所は航空機用エンジン部門へと進出し、これが後の、三菱造船神戸内燃機製作所（1919年（大正8年）5月）、三菱内燃機製造（1920年（大正9年5月、同時に名古屋工場（後の名古屋製作所）を建設）、三菱内燃機（1921年（大正10年）10月）、三菱航空機（1928年（昭和3年）5月に三菱内燃機から改称）、を経て、三菱重工業（1934年（昭和9年）4月）へと発展する。1917年（大正6年）12月5日、三菱造船は、「イスパノ・スイザ 200馬力発動機」の製造権を購入し、技師職工数十人を、ボワ＝コロンブおよびその北西の鋳物工場があるクレイユに派遣し、製造技術の習得にあたらせている。帰国後に、早速試作が行われ、最初の国産イスパノ・スイザエンジンである「イスパノ・スイザ 220馬力発動機」が完成したのは、1920年（大正9年）11月のことであった。審査の終わったHS-8Aは、技術資料として8年間保管され、その間の1919年（大正8年）4月の組織改編により陸軍技術本部に受け継がれ、1923年に「十五糎自走加農砲」の試作に流用されることになったが頓挫し、さらに3年間、大阪造兵廠の片隅で放置されていたところを、1926年に試製一号戦車に再利用されたものと考えられる。イスパノ・スイザ社には、HS-8Aの改良型として、1915年7月より生産開始された最高出力150 hp/2,000 rpmのHS-8Aaがあり、試製一号戦車改におけるエンジンの出力強化は、手持ちのHS-8AをHS-8Aaに準じて改造したものと考えられる。
技術本部車輌班および試作車製造の諸関連企業は残業を重ね、非常な苦心と努力の末、試作車は1927年（昭和2年）2月に完成した。これは3月に迫った期限のほぼ一杯であった。

## 構造
本車は全装軌式の多砲塔戦車である。当時、日本が保有する戦車の内で、参考になる近代戦車（サスペンションあり、旋回砲塔あり）は、ルノーFTしかなかったので、本車は全体的に、ルノーFTの技術の影響を受けて設計されている。車体前面に観音開きの乗降扉が設けられ、車体前端は先細りになっており、左右に足回りユニットの支持架（ストッパー）が伸びているなど、ルノーFTの影響が見られる。車体前部（戦闘室より前方の区画、前室）は左右非対称の形状となっていた。車体前部左側には前部副銃塔が設けられ、重機関銃が1挺装備された。重機関銃は保弾板にて給弾された。この右側は操縦手が搭乗する運転室となっていた。運転室前面には開閉式の視察扉があり、その右横には前照灯を埋め込み式に装備した。前室の後方の戦闘室は1段高められ、上面に全周旋回可能な円錐台形の主砲塔が搭載された。戦車砲は掩蓋機銃座を破壊するために57 mm砲が1門装備されている。この砲は1926年（大正15年）3月に開発開始され、同年10月に完成した。こののち改修を行い、1927年（昭和2年）7月に車輌へ搭載し射撃試験を実施した。こののち本砲は九〇式五糎七戦車砲として制式採用された。主砲塔上面右寄りには、フランス戦車の物に似た、背の高い筒状の車長展望塔（マッシュルーム型キューポラ）が設けられていた。本車の車長展望塔は、回転展望塔（ストロボスコープキューポラ、Stroboscopic cupola）であった。これは、19世紀に欧米で流行した玩具である「Zoetrope（ゾエトロープ）」にアイディアを得て、1910年代末にフランスで発明された、外部視察装置である。外筒と防弾ガラス付きの内筒の二重構造となっており、外筒側面には縦に細長い覘視孔（スリット、vertical vision slits）が多数あり、電動機（モーター）で高速回転するようになっていた。これにより、ストロボ効果により、壁が無いかの如く、車長は360度の視界を得ることができた。車長展望塔の高さは基部を含め35 cmであった。長展望塔の上面の皿状の物は車長用ハッチで、一枚丸ごと跳ね上げて開放する仕組みになっていたと考えられる。これがハッチであることは、他に車長用ハッチが無いことからも推測できる。主砲塔の車長席と各部（操縦席・前部副銃塔・後部副銃塔）の間には、伝声管が通っていたと考えられる。主砲塔の後方は緩く斜めに低められており、機関室となっている。機関室天板のルーバー（鎧窓）は、車体中心線で左右に分かれており、右側の横幅は広く、左側の横幅は狭かった。左側のルーバーは、左端がさらに細長い別のルーバーになっていた。エンジンは機関室右側に縦に搭載され、機関室右側面から排気管が出て、車体後面に回り込んで、後部副銃塔の下方の、横置きのマフラー（消音器）に繋がっていた。車体上部構造物（戦闘室と機関室）の両側の袖部（履帯上方の張り出し部分）には、燃料（ガソリン）タンクと水タンク（水タンクは右側袖部最後尾）が収納されていたと考えられる。右袖部の中央は、雑具箱になっていたと考えられる。パワートレインは、後の八九式中戦車と同様に（ただし、左右は逆である）、出力軸がエンジンの前方に出て、左に曲がって、後方に曲がって、車体後部中央のクラッチと変速機に繋がる、コの字型であった可能性が高い。エンジン出力軸の前方には始動電動機（セルモーター）兼発電機（ダイナモ）があったと考えられる。エンジンの後方にはラジエーターがあったと考えられる。エンジンの左側（機関室の左半分）には、後部副銃塔への連絡用通路を兼ねた、エンジン点検用スペースが設けられていた。この通路の上には、機関室天板左側のルーバーがあり、ラジエーター冷却用兼エンジン吸気用空気取り入れ口と採光窓を兼ねていたと考えられる。機関室右半分のエンジンと機関室左半分の通路は、車体中心線上の薄い壁で仕切られていた可能性がある。中央戦闘室と後部機関室を仕切るアスベスト製の隔壁には、戦闘室側の右側に、エンジン始動補助用のスターターハンドルが、左側に連絡通路への扉が、あったと考えられる。機関室後方中央には、後部副銃塔（後室）が設けられ、重機関銃が1挺装備された。後部機銃手は車体後部の変速機の上に座っていたと考えられる。車体後面下方中央には牽引具があった。
試製一号戦車と試製一号戦車改では、戦闘室と前室の境、機関室と後室の境、が傾斜しており、車体前後にある副銃塔は、副銃塔の脇にある斜めの車体構造が邪魔をして、左右に90度旋回指向することはできなかったと考えられる（前部副銃塔の後背は垂直になっており、左には90度旋回指向することが可能であると考えられる）。改良型の（試製）九一式重戦車（試製二号戦車）と九五式重戦車では、この部分は垂直の段差となっており、車体前後にある副銃塔は、左右に90度旋回指向可能となっている。副銃塔の天板の左右には切り落としの傾斜（ベベル）が付けられていた。このベベルは、ヴィッカース中戦車 Mk.I/IIの主砲塔などで採用されていたもので、砲塔天板から頭を出して周囲を視察する際に、斜め下方の視界を確保するための工夫であった。また、砲塔側面の垂直面の被弾面積を小さくする効果や、傾斜装甲としての効果や、手榴弾などの対戦車兵器を振り落とす効果も期待できた。しかし、砲塔内部容積が減ってしまうというデメリットもあった。真上から見た副銃塔の形状は、主砲塔と同じく、真円（機銃マウントの前方への突出部分を除く）である可能性がある。
本車は起動輪（スプロケットホイール）が車体後方にある後輪駆動方式である。機関からの動力は遊星歯車装置を内蔵した操向変速機によって配分・制御される。この機構は原乙未生中将が考案し、定半径の旋回、信地旋回、非常減速、主ブレーキの機能を持っていた。クラッチ・ブレーキ式に比較して動力のロスが少なく、以後、日本の戦闘車輌の標準装備となった。本車の旋回半径は4.6 m、また片側の履帯のみを動かして信地旋回が可能だった。
装軌部分は、1つの複列を1個と数えて、片側16個の小転輪（前後の制衝転輪の数は含まず）＋前方2個・後方1個の独立制衝転輪、を多数並べる方式である。この小転輪を多数並べる方式は、試製一号戦車と試製一号戦車改と試製九一式重戦車（試製二号戦車）が高速を発揮することを妨げたと考えられる。車体前方にスプロケットつきの誘導輪を設け、後方に起動輪が装備された。装軌部分の外形は、大型の緩衝装置（サスペンション）を組み込んで大きく車体側面を覆うものである。緩衝装置は片側4組の平行四辺形（菱形）に組まれた弓形板バネ（Rhombus leaf spring suspension）で、板バネ両端には独自に上下へ可動する支持架（連桿（コネクティングロッド、コンロッド））をつけ（片側8組の連桿）、連桿1組につきシーソー式ボギー1組に2個の、板バネ1組につき4個の、小転輪を接続した。この機構は二重に作動して衝撃を緩和した。片側4個の上部支持輪は長い一本のフレーム枠でまとめられ、フレーム枠前端を垂直バネで下から支えて上方の履帯へ押し付けるという、ルノーFTと同じ仕組みであった。さらに懸架框の上端の最後尾に1個の上部支持輪があったと考えられる。履帯幅は35 cmであった。よって、下部車台幅は1.7 m弱となる。その半分の85 cm弱づつを、エンジンと通路に割り当てたと考えられる。
足回りは、各部品（転輪、上部支持輪、誘導輪、起動輪、サスペンション）を車体下部側面に直付けするのではなく、ルノーFTのように、それらの部品が懸架框（けんかきょう、サスペンション・アーマー）によって挟み込まれ支えられる形で一体にまとめられた、車体とは独立した容易に着脱可能なユニットであった可能性が考えられる。であれば、試製一号戦車改への改造においては、足回りユニットを丸ごと交換したのかもしれない。あるいは、試製一号戦車の足回りユニットを取り外して、試製一号戦車改においては直付け方式に改めたのかもしれない。足回りユニット方式は重量が嵩むのが欠点であり、直付け方式に改めることで、内側の懸架框を不要としたことが、試製一号戦車改における2トンの軽量化に役立ったのかもしれない。試製一号戦車改の足回りのデザインは、同時期のイギリス戦車に似ており、足回りの形式が、試製一号戦車においてはフランス式で、試製一号戦車改においてはイギリス式になった、ともいえる。
また、試製一号戦車の足回りが独立したユニットであった場合、ルノーFTのように、走行時に足回りユニット全体が後方を支点に上下に揺動したのかもしれない。その仕組みとして、ルノーFTでは、足回りユニットの前方を下部車台側面前方の1本の垂直バネで下方の地面へと押しつけたが、試製一号戦車においては、この垂直バネの代わりに、片側4組の菱形板バネの上端の胴締めを下部車台側面の片側4か所と結合し、その下端の胴締めを片側の足回りユニットの懸架框内の4か所と結合したものと考えられる。そして、足回りユニット全体が下がり過ぎないように、車体前端の支持架（ストッパー）で止めた（ストッパーは足周りユニット前端の誘導輪位置の爪に引っ掛けるだけで結合はしていない）ものと考えられる。つまり、試製一号戦車のサスペンションは、車体後方の起動輪を支点に足周りユニット全体が、そして足回りユニットの小転輪ボギーが、菱形板バネを共有しながらも、それぞれが上下に揺動することで緩衝する、二重作動方式であった、と考えられる。試製一号戦車の、足回り前後にフェンダーが無いことと、車体袖部と履帯上面の間の大きなクリアランス（足回りユニットの上下の揺動幅の他に、泥詰まりを防ぐ意味もあると考えられる）は、そのことを示唆しているかもしれない。（試製）九一式重戦車（試製二号戦車）においては、足回り前後にフェンダーが設けられたことと、このクリアランスが無くなり、車体袖部の容積が下方に拡張されていることから、足回り全体が上下しない、直付け方式になったことを、裏付けているのかもしれない。
戦車用防弾鋼板の技術不足から装甲は軟鋼製であった。この当時は日本でも列強でも溶接技術が発達しておらず、装甲の接合には全面的にリベットが用いられた。

## 試験

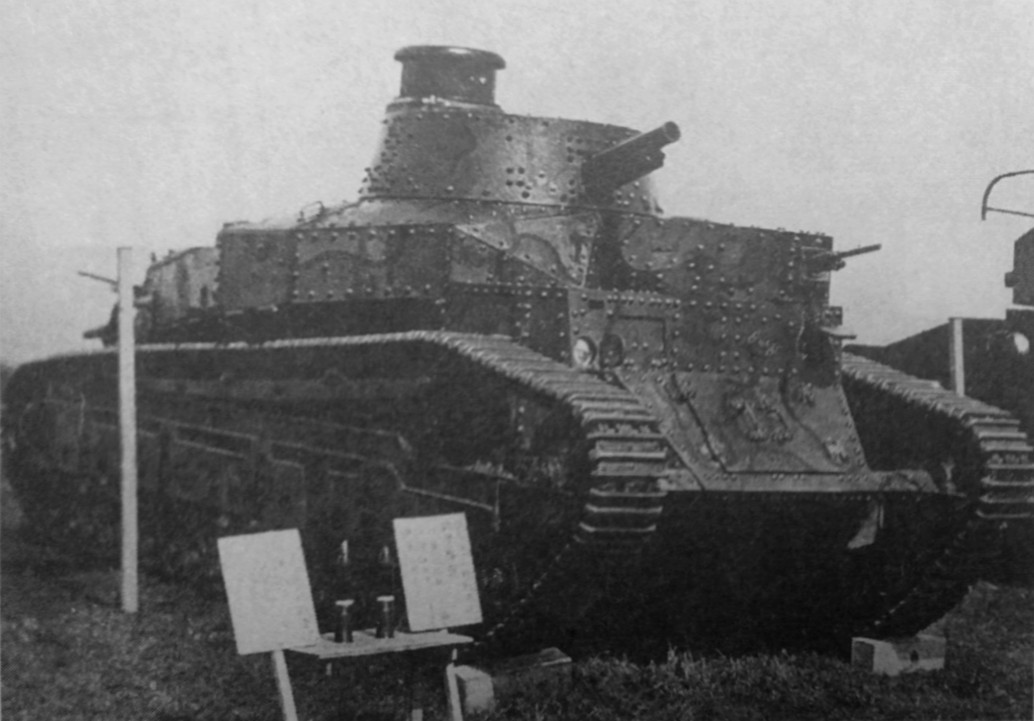
展覧される試製一号戦車。手前に2発の主砲弾薬が飾ってある。1927年（昭和2年）

完成から3か月後の6月21日、富士でデモンストレーションが行われた。陸軍技術本部内での予備テストを行わない状況での供覧試験であった。本車は大阪から列車で輸送された後、御殿場駅〜板妻兵舎までの約8 kmを軍関係者、一般市民が見つめる中、無事走り抜けた。故障を起こさず、道路を通常に走り続ける、ということも当時の戦車の機動性と信頼性では難しいものであり、見学者のあいだでは初めての国産戦車が動くかどうかも危ぶまれる状況であった。
続いて富士演習場で運航試験が行われ、3分の2の急傾斜を容易に踏破、堤防と塹壕の超越を予定通りこなした。英仏の戦車よりも格段の踏破性を示し、射撃するための安定性は良好であった。また操作が軽快であった。原乙未生は回想において「……中型戦車の14 kmを見慣れた目には、18トンの巨体が20 kmをもって地響きをたてて驀進する有様は壮観そのものであって、国防に大威力を加えた信頼感が持たれた」と記述した。
この成功を受け、陸軍も戦車の国産開発のための研究続行を決定した。
陸軍にとって全く前例が無く、また時間との戦いの中作られた本車は非常に優秀だった。ただひとつ問題があったのは陸軍の要求で12 t、また設計段階で16 tを予定していた車体重量が各部の補強などのため18 tになってしまい、最高速度が20 km/h（陸軍の要求は25 km/h）になってしまったことであった。当時、ソ連を仮想敵国とし、広大な中国での戦車の運用を考えていた陸軍にとって、これは問題と考えられた。故に本車は貴重な国産戦車開発経験の蓄積に繋がったものの制式化には至らず、国産初の制式戦車は、2年後の1929年（昭和4年）に仮制式化された八九式軽戦車の登場を待たねばならなかった。

## 派生型
この項目では本車を、便宜上、「試製一号戦車改」と呼称しておく。便宜的なので、正式（注：「制式」ではない）な呼称は「試製一号戦車」のままだと考えられる。本車は、「試製一号戦車」の主に足回りを取り換えて改造した、「試製一号戦車」と同一個体なので、一度、「試製一号戦車」の呼称を与えた車両に、改造車両とはいえ、新たに「試製二号戦車」の呼称を与えることはないと判断する。

「試製一号戦車」は、後に、大阪工廠において大幅な改造が行われ、1930年（昭和5年）4月に完成した。本車の改造は、八九式軽戦車の開発の後なので、その経験を踏まえ、足周りをイギリス式のデザインに一新して、操縦性を改善している。全高は試製一号戦車より10 cm高くなっている。おそらく、試製一号戦車から流用された菱形板バネの下部車台側面の固定位置は、試製一号戦車と変わらないが、車体重量が2 t軽くなったので、車体が10 cm持ち上がったものと考えられる。全幅が増えているのは、車体から横にはみ出した後部フェンダーのせいである。他に、アルミピストンの採用（軽量化による高回転化）とバルブタイミングの変更でエンジンを150馬力に強化、装甲を薄くして、車体重量を16 tに軽量化するなど、各種改善を加えられているものの、最大速度は1 km/hしか向上せず（ただし、加速性は向上しているはずであるし、足回りや動力関係への負担と故障も減って、機械的信頼性も向上しているはずである）、制式採用はされなかった。
試製一号戦車からの外見上の変更点は、超堤能力を向上させるため、車体前方の誘導輪の位置が高くなった、前方の独立制衝転輪が片側1個減った、後方の独立制衝転輪は廃止、上部支持輪は片側5個、懸架框（サスペンション・アーマー）の変更（泥落とし「マッドシューター」の導入）、履帯をピッチ長の長い物に変更、排気管のマフラーが車体後面から、新たに追加された後部フェンダーの右側上に移動、機関室右側面の排気管の出る位置が前方に移動（マフラーの位置変更に合わせて、排気管の長さを稼いで、排気音を小さくしようとしたものと考えられる）、等が挙げられる。
本車の車長展望塔は試製一号戦車と同じく高いままであり、かんざし式砲塔銃も付いていない。砲塔後面左寄りには、開閉式の後方展望窓がある。
本車の試運転中の写真に車長展望塔が付いていないことと、完成後の本車の車長展望塔が試製一号戦車の物と異なることから、車長展望塔（回転展望塔、ストロボスコープキューポラ）を新型に取り替えている。新型の車長展望塔の高さは35 cmで、試製一号戦車の物と変わらない。
本車の車長展望塔の上面に、試製一号戦車のそれには無かった、小円の薄い突起があるが、これは、回転展望塔（ストロボスコープキューポラ）の内筒の頂部に被せた外筒の、回転軸のキャップである。（試製）九一式重戦車（試製二号戦車）の車長展望塔の上面にも同様の物がある。この内部構造は、（試製）九一式重戦車（試製二号戦車）の透視図によって、確かめることができる。
- - シャール 2C。主砲塔と後部副銃塔の上面のストロボスコープキューポラに注目
- - シャール 2Cのストロボスコープキューポラ。毎分250～300回転で高速回転する外筒は、厚さ30 mmのニッケルクロム鋼製。スリット幅は2 mmで、 断面は、わずかに楔形をしており、内側に比べて外側が広かった。キューポラ全体はヒンジで基部と繋がっており、スクリュージャッキで後方に傾けて隙間を開けて、換気したり、 非戦闘時には直視できた。基部には予備として通常の横長のスリットが設けられていた。
- - シャール 2Cのストロボスコープキューポラの内筒（左）と外筒（右）。内筒の下方周囲に防弾ガラスが嵌め込まれているのがわかる。

よって、試製一号戦車改と（試製）九一式重戦車（試製二号戦車）の車長展望塔の上面には、車長の乗降用ハッチは無い。両車の主砲塔上面には、車長展望塔の左横に砲手用のハッチがあるので、試製一号戦車改の車長は、やむなく、それを使用したものと考えられる。（試製）九一式重戦車（試製二号戦車）においては、主砲塔後面右側にルノーFTのような観音開きのハッチが追加されているが、これは位置的にも、車長の乗降用（兼 主砲弾薬積み込み用）だと考えられる。車長展望塔があれば上面にハッチがあるものと考えるのは思い込みに過ぎない。乗降用ハッチが無い車長展望塔として、ルノーB1等のAPX砲塔の例がある。
シャール 2Cと（試製）九一式重戦車（二号戦車）の回転展望塔（ストロボスコープキューポラ）を比較すると、明らかな違いもあり、前者は回転展望塔の内筒頂部にモーターが内蔵されているが、後者は砲塔内の回転展望塔基部の縁に下向きにモーターが付いている。これはおそらく、試製一号戦車において、回転展望塔の上面を出入可能にしようとした試みの名残りだと考えられる。よって、試製一号戦車と試製一号戦車改も同じ仕組みだと考えられる。
世界の戦車で、回転展望塔（ストロボスコープキューポラ）を採用した戦車は、
- FCM 1Aの試作車
- シャール 2C
- FCM Char de Bataille（FCM 21）の試作車
- マーク VIII 戦車（アメリカ、実験車1輌のみ）
- 試製一号戦車
- 試製一号戦車改
- TG（T-22）
- （試製）九一式重戦車（試製二号戦車）

の8種のみである。

これらの改造によって、本車は、当初、試製一号戦車で計画された目標を、概ね達成した。しかし技術本部としては、将来的に量産することがあれば全面的な新設計を行うつもりであった。
本車の設計の改良型が、（試製）九一式重戦車（試製二号戦車）である。
古い説では、本車（試製一号戦車改）と（試製）九一式重戦車（試製二号戦車）を混同していることがあるが、（試製）九一式重戦車（試製二号戦車）は、本車とは別に、新規に設計・製造された車両である。
本車が試製一号戦車と同一個体を改造した物である証拠は、試製一号戦車と試製一号戦車改で、車体側面の迷彩パターンの輪郭が、全く同じ個所・全く同じ大きさ・全く同じ形状であることから、わかる。これは試製一号戦車改を再塗装する際に、試製一号戦車の迷彩パターンを生かしたまま、塗り直したということである。また、このことから、改造の際に車体側面の装甲板は新しい物に交換されていない（つまり車体側面の装甲厚は変わっていない）ということもわかるのである。軟鋼製の試製一号戦車と同一個体の改造型であることから、本車もまた軟鋼製である。
陸軍技術本部による1933年（昭和8年）制作の「兵器の現況と其趨勢」という記録映画内で、「騒音多き戦車内等に使用す」というキャプション付きで、試製一号戦車改の操縦席内の操縦手が、「喉頭電話機」という名称で、タコホーン（咽頭マイク）とヘッドホンを使用している場面が映っているが、車内通話装置としては、その後の日本戦車に採用されていないことから、実験的な装備であったと考えられる。ただし、1930年代中頃に採用された九四式無線機以降の無線機の音声通話に関しては、基本的に無線手は首に咽喉送話器（咽頭マイク）をベルトで巻きつけていたことから、無線手にだけ採用されたものと考えられる。

試製一号戦車改のその後の行方は不明である。
一説には、大戦末期に釜石で九一式重戦車を見たという者がいるといわれる。しかし、（試製）九一式重戦車（試製二号戦車）は終戦後、相模造兵廠にあったので、この釜石の九一式重戦車が、外見のよく似た、試製一号戦車改であった可能性はある。
おそらく、軟鋼製の試作車でありながら、武装は本物なので、敵の本土上陸に備えて、戦力として配備されていたのであろう。
であれば、1945年（昭和20年）7月と8月の釜石艦砲射撃により、試製一号戦車改は破壊されてしまったのかもしれない。

## 比較
試製一号戦車は多砲塔戦車であるが、多砲塔戦車の祖である「A1E1 インディペンデント重戦車」とはあまり似ておらず、先行する車両で似た物を探すのであれば、第一次世界大戦末期のドイツで開発中で、モックアップのみの未成に終わった、「オーベルシュレージエン突撃戦車」に、その車体構成やスペックがよく似ている。試製一号戦車のストロボスコープキューポラや機関室後方の副銃座は、1921年製造のフランスの多砲塔超重戦車「シャール 2C」の影響かもしれない。インディペンデント重戦車の後継にして、試製一号戦車からやや遅れて開発された、「ヴィッカース中戦車 Mk.III」と合わせて、三車の比較を載せておく。
|          | オーベルシュレージエン突撃戦車         | 試製一号戦車                                | ヴィッカース中戦車 Mk.III                                     |
| -------- | -------------------------------------- | ------------------------------------------- | ------------------------------------------------------------- |
| 製造年   | 1918年（計画のみ）                     | 1927年                                      | 1929年                                                        |
| 全長     | 6.7 m                                  | 6.03 m                                      | 6.55 m                                                        |
| 全幅     | 2.34 m                                 | 2.4 m                                       | 2.67 m                                                        |
| 全高     | 2.97 m（改良後は2.70 m)                | 2.78 m                                      | 2.79 m                                                        |
| 重量     | 19 t（軍の要求は15 t)                  | 18 t（改良後は16 t)                         | 16 t                                                          |
| 乗員     | 5 名（あるいは6 名）                   | 5 名                                        | 6 名                                                          |
| 車長     | 専任                                   | 専任                                        | 車長兼無線手                                                  |
| エンジン | 水冷直列6気筒ガソリン                  | 水冷V型8気筒ガソリン                        | 空冷V型8気筒ガソリン                                          |
| 出力     | 180 hp/1,400 rpm                       | 140 hp（改良後は150 hp）                    | 180 hp                                                        |
| 速度     | 16 km/h                                | 20 km/h（改良後は21 km)                     | 48 km/h                                                       |
| 主武装   | 37 mm砲 or 57 mm砲×1                   | 試製18.4口径5.7 cm戦車砲×1                  | 40口径 3ポンド（47 mm）砲×1                                   |
| 副武装   | MG08 7.92 mm重機関銃×2（車体前後配置） | 改造三年式 6.5 mm重機関銃×2（車体前後配置） | ヴィッカース .303（7.7 mm）機関銃×3（前方副銃塔×2、主砲塔×1） |
| 装甲厚   | 14 mm                                  | 17 mm（改良後は15 mm)                       | 14 mm                                                         |
| 特記     | 小転輪を多数並べた足回り               | 小転輪を多数並べた足回り                    | 車内通信機・無線機搭載                                        |